# 南魚沼郡
南魚沼郡（日语：／ Minamiuonuma gun */?）是新潟縣中越地方南部的郡。目前南魚沼郡僅管轄有湯澤町一町。截止2005年4月1日，有人口8,776 人，面積357.00平方公里。

## 外部連結
- 南魚沼郡廣域聯合（页面存档备份，存于）
- 湯澤・鹽澤地区情報傳達中心